# Izotopi tantala
Prirodni tantal (73Ta) se sastoji od dva stabilna izotopa: 181Ta (99,988%) i 180mTa (0,012%).
Poznato je i 35 veštačkih radioizotopa, od kojih su najdugovečniji 179Ta sa vremenom poluraspada od 1,82 godine, 182Ta sa poluživotom od 114,43 dana, 183Ta sa poluživotom od 5,1 dana i 177Ta sa poluživotom od 56,56 sati. Svi ostali izotopi imaju vreme poluraspada ispod jednog dana, većina ispod jednog sata. Postoje i brojni izomeri, od kojih je najstabilniji (osim 180mTa) 178m1Ta sa poluživotom od 2,36 sati. Svi izotopi i nuklearni izomeri tantala su ili radioaktivni ili opservativno stabilni, što znači da se predviđa da će biti radioaktivni, mada nije primećeno stvarno raspadanje.
Tantal je predložen kao materijal za „soljenje“ za nuklearno oružje (kobalt je drugi, poznatiji materijal za soljenje). Obloga od 181Ta, ozračena intenzivnim neutronskim fluksom visoke energije iz termonuklearnog oružja pri eksploziji, transmutirala bi se u radioaktivni izotop 182Ta sa poluživotom od 114,43 dana i proizvela približno 1,12 MeV gama zračenja, što bi značajno povećalo radioaktivnost oružja tokom nekoliko meseci. Nije poznato da je takvo oružje ikada napravljeno, testirano ili korišćeno. Faktor konverzije iz apsorbovane doze (merene u grejima) u efektivnu dozu (merenu u sivertima) za gama zrake 1, dok je za alfa zračenje 50 (tj., gama doza od 1 greja je ekvivalentna 1 sivertu, dok je alfa doza od 1 grej ekvivalentan 50 siverta), gama zraci se samo prigušuju zaštitom, ali se ne zaustavljaju. Alfa čestice moraju da budu unete u telo da bi imale efekat, dok gama zraci mogu imati efekta kao posledica blizine eksploziji.